# Phyllonorycter staintoniella
Phyllonorycter staintoniella är en fjärilsart som först beskrevs av Nicelli 1853.  Phyllonorycter staintoniella ingår i släktet guldmalar, och familjen styltmalar.
Artens utbredningsområde är:
- Österrike.
- Bulgarien.
- Tjeckien.
- Slovakien.
- Danmark.
- Frankrike.
- Tyskland.
- Ungern.
- Italien.
- Polen.
- Rumänien.
- Spanien.
- Sverige.

Inga underarter finns listade i Catalogue of Life.

## Bildgalleri

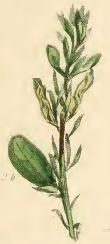
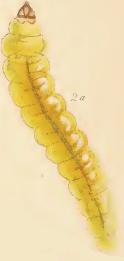